# 山内雅延
山内 雅延（やまうち まさのぶ、1984年9月24日 - ）は、日本のラグビー選手。　

## プロフィール
- 東京都世田谷区出身。
- ポジションはプロップ(PR)。
- 身長 175cm、体重 115kg
- ニックネームは『ヤマ、山さん』。
- 子供の頃の永遠のヒーローは力道山。知らんけど。

## 経歴
16歳からラグビーを始めた。
東京高校を経て法政大学でプレー。なおラグビー選手の玄成哲と友井川拓と山本秀文は大学の同期。
高校時代は高校日本代表にも選出された。他に代表歴はU19日本代表・U23日本代表。 
2007年、法政大学卒業後、神戸製鋼へ加入。
2008年9月13日に行われたトップリーグ第2節の日本IBMビッグブルー戦に先発出場で公式戦初出場を果たす。
2017年、神戸製鋼を退団した。